# Bigelowia
 Bigelowia   DC., 1836 è un genere di piante angiosperme dicotiledoni della famiglia delle Asteraceae, sottofamiglia Asteroideae, tribù Astereae (North American lineage) e sottotribù Gutierreziinae.

## Etimologia
Il nome del genere è stato dato in onore del dottore John M. Bigelow (1804–78), farmacista e botanico.
Il nome scientifico del genere è stato definito dal botanico Augustin Pyramus de Candolle (1778-1841) nella pubblicazione " Prodromus Systematis Naturalis Regni Vegetabilis ... (DC.)" ( Prodr. [A. P. de Candolle] 5: 329 (-330)) del 1836.

## Descrizione

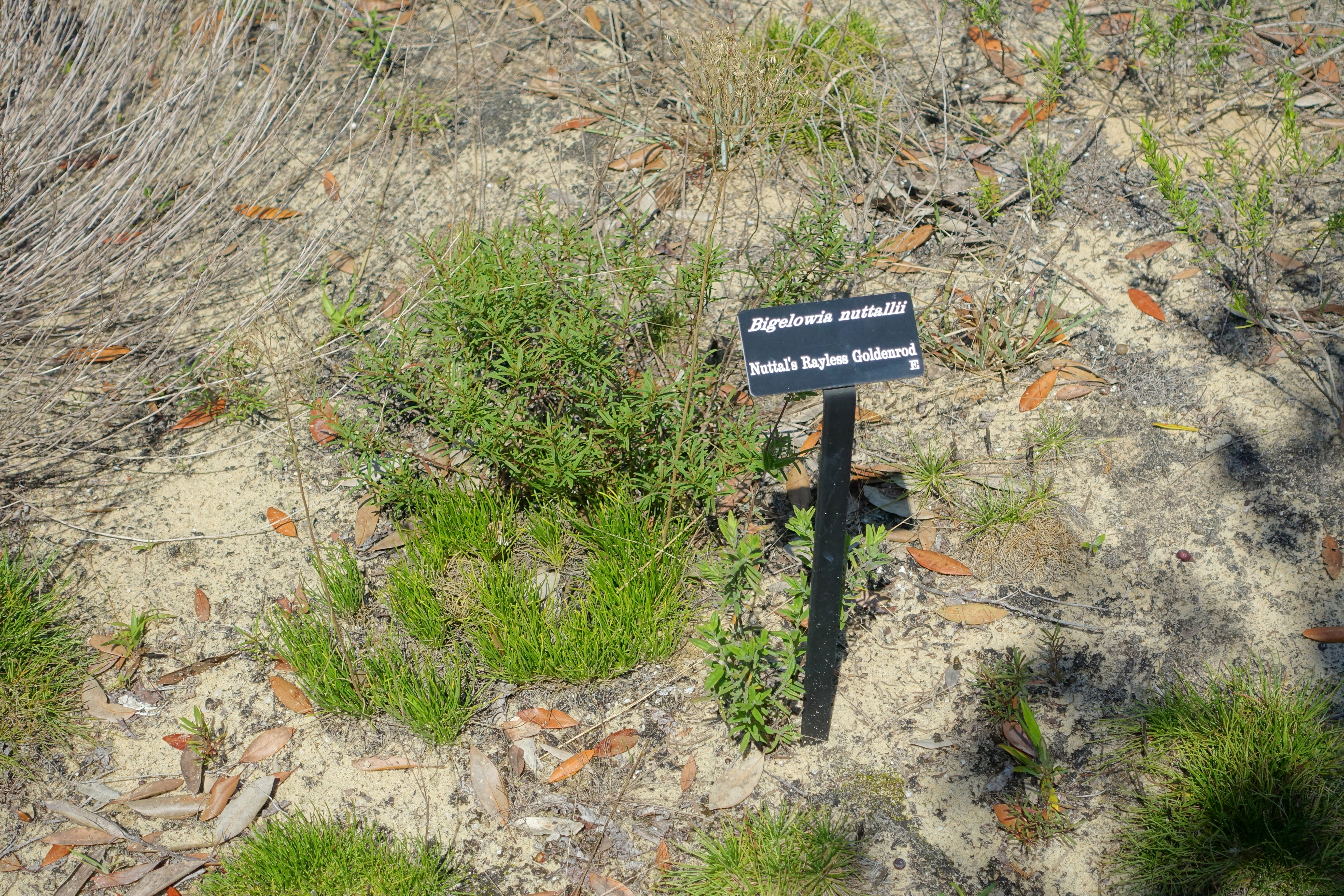
Il portamento
Bigelowi anuttallii

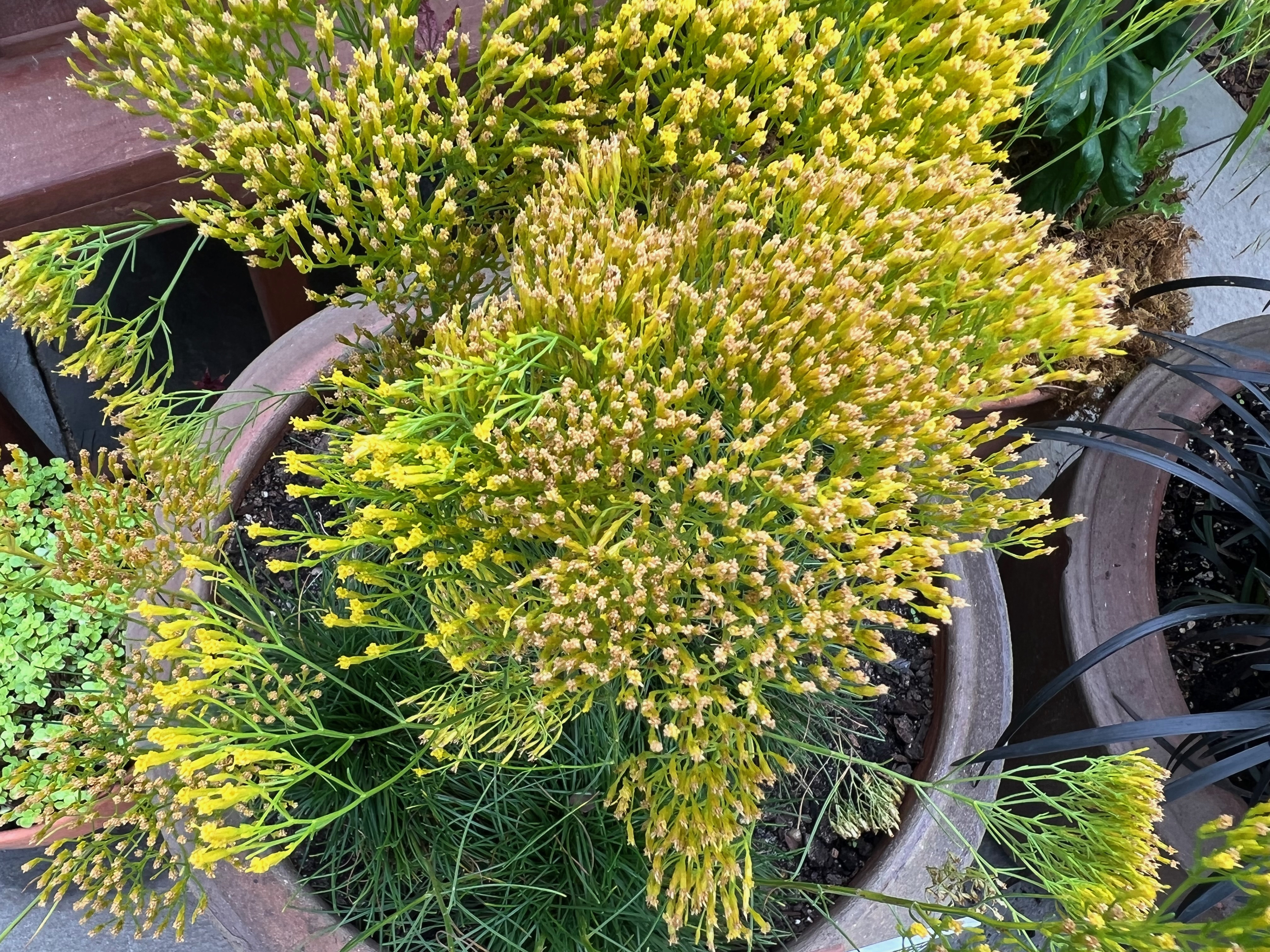
Infiorescenza
Bigelowi anuttallii

Portamento. Le specie di questo genere hanno un habitus di tipo subarbustivo con superfici viscide.
Fusto. La parte aerea in genere è eretta, semplice e scapiforme con brevi caudici. La parte sotterranea è rizomatosa. 
Foglie. Le foglie in genere sono disposte in modo alternato, per lo più sessili. Quelle basali sono delle rosette persistenti, quelle cauline sono ridotte. La lamina, con forme da lineari a oblanceolate, è semplice intera con 3 nervature parallele. Sulla superficie possono essere presenti dei punti ghiandolari.
Infiorescenza. Le sinflorescenze sono sia scapose (capolini solitari) che composte da diversi capolini raccolti in dense formazioni piatto-corimbose. Le infiorescenze vere e proprie sono composte da un capolino terminale peduncolato di tipo discoide. I capolini sono formati da un involucro, con forme turbinato-cilindriche, composto da diverse brattee, al cui interno un ricettacolo fa da base ai fiori di due tipi: fiori del raggio (qui assenti) e fiori del disco. Le brattee, con forme da strettamente lanceolate a lineari, lievemente carenate e a consistenza erbacea (sono coriacee nella parte basale), sono disposte in modo più o meno embricato in ranghi verticali su 3 - 4 serie. Il ricettacolo in genere è nudo ossia senza pagliette a protezione della base dei fiori; la forma è piatta o da convessa a conica.
Fiori.  I fiori sono tetra-ciclici (formati cioè da 4 verticilli: calice – corolla – androceo – gineceo) e pentameri (calice e corolla formati da 5 elementi). Si distinguono in:
- fiori del raggio (esterni): sono assenti;
- fiori del disco (centrali): sono da 2 a 6 per capolino con forme brevemente tubulose (attinomorfe); sono ermafroditi.

- Formula fiorale:

*/x K {\displaystyle \infty }, [C (5), A (5)], G 2 (infero), achenio
- Calice: i sepali del calice sono ridotti ad una coroncina di squame.

- Corolla: (solamente fiori del disco) la forma è tubulare-imbutiforme bruscamente divaricata in 5 lobi; i lobi, ricurvi, hanno una forma lanceolata; il colore è giallo.

- Androceo: l'androceo è formato da 5 stami sorretti da filamenti generalmente liberi; gli stami sono connati e formano un manicotto circondante lo stilo con inserzione nella giunzione tra il tubo della corolla e il lembo; le teche (produttrici del polline) alla base sono troncate e sono lievemente auricolate (molto raramente sono speronate o hanno una coda); le appendici apicali delle antere hanno delle forme piatte e lanceolate; il tessuto endoteciale (rivestimento interno dell'antera) è quasi sempre polarizzato (con due superfici distinte: una verso l'esterno e una verso l'interno). Il polline è sferico con un diametro medio di circa 25 micron;  è tricolporato (con tre aperture sia di tipo a fessura che tipo isodiametrica o poro) ed è echinato (con punte sporgenti).[10][12]

- Gineceo: l'ovario è infero uniloculare formato da 2 carpelli.[6] Lo stilo (il recettore del polline) è profondamente bifido (con due stigmi divergenti) e con le linee stigmatiche marginali separate.[13] I due bracci dello stilo hanno una forma lanceolata e possono essere papillosi o ricoperti da ciuffi di peli.

Frutti. I frutti sono degli acheni con pappo. Gli acheni, con forme da turbinate a subcilindriche, sono leggermente compressi con 4 - 5 nervature spesse e resinose; la superficie varia da scarsamente a densamente strigosa o ghiandolare. Il pappo è formato da una serie di poche setole irregolarmente lunghe.

## Biologia
Impollinazione: l'impollinazione avviene tramite insetti (impollinazione entomogama tramite farfalle diurne e notturne).

Riproduzione: la fecondazione avviene fondamentalmente tramite l'impollinazione dei fiori (vedi sopra).

Dispersione: i semi (gli acheni) cadendo a terra sono successivamente dispersi soprattutto da insetti tipo formiche (disseminazione mirmecoria). In questo tipo di piante avviene anche un altro tipo di dispersione: zoocoria. Infatti gli uncini delle brattee dell'involucro (se presenti) si agganciano ai peli degli animali di passaggio disperdendo così anche su lunghe distanze i semi della pianta. Inoltre per merito del pappo il vento può trasportare i semi anche a distanza di alcuni chilometri (disseminazione anemocora).

## Distribuzione e habitat
Le specie di questo genere sono distribuite in U.S.A. meridionali.

## Sistematica
La famiglia di appartenenza di questa voce (Asteraceae o Compositae, nomen conservandum) probabilmente originaria del Sud America, è la più numerosa del mondo vegetale, comprende oltre 23.000 specie distribuite su 1.535 generi, oppure 22.750 specie e 1.530 generi secondo altre fonti (una delle checklist più aggiornata elenca fino a 1.679 generi). La famiglia attualmente (2021) è divisa in 16 sottofamiglie; la sottofamiglia Asteroideae è una di queste e rappresenta l'evoluzione più recente di tutta la famiglia.

### Filogenesi
La tribù Astereae (una delle 21 tribù della sottofamiglia Asteroideae) comprende circa 40 sottotribù. In base alle ultime ricerche nella tribù sono stati individuati (provvisoriamente) 5 principali lignaggi:
- Basal grade: include alcuni generi isolati, il gruppo "South American-Oceania",  alcune sottotribù africane e il gruppo dei generi legnosi del Madagascar.
- Bellis lineage: comprende le sottotribù eurasiatiche e una sottotribù africana.
- Aster lineage: include i generi asiatici di Asterinae e i principali gruppi dell'Australia e dell'Oceania.
- Baccharis lineage: include alcuni gruppi sudamericani.
- North American lineage: include la vasta gamma di sottotribù del Nordamerica, Messico e alcuni gruppi distribuiti nel Sudamerica.

Il genere  Bigelowia  (insieme alla sottotribù Gutierreziinae) è incluso nel lignaggio "North American lineage". In precedenti trattazioni le specie di questo genere erano descritte all'interno della sottotribù Solidagininae. In base a ricerche di tipo filogenetico il genere di questa voce, nell'ambito della sottotribù, occupa una posizione vicina al "core" e con il genere Thurovia forma un "gruppo fratello".
I caratteri distintivi del genere sono:
- le foglie basali sono persistenti, quelle cauline sono ridotte;
- i capolini sono del tipo discoide (i fiori del raggio sono assenti);
- le brattee dell'involucro sono disposte in ranghi verticali.

Il numero cromosomico delle specie di questo genere è: 2n = 18.

### Elenco delle specie
Questo genere ha 3 specie:
- Bigelowia australis (L.C.Anderson) G.L.Nesom
- Bigelowia nudata  (Michx.) DC.
- Bigelowia nuttallii  L.C.Anderson

### Sinonimi
Sono elencati alcuni sinonimi per questa entità:
- Chondrophora Raf. ex Porter & Britton
- Aciclinium Torr. & A.Gray